# Jean Metzinger
Jean Metzinger (ur. 24 czerwca 1883 w Nantes, zm. 3 listopada 1956 w Paryżu) – francuski malarz związany z kubizmem.

## Zarys biografii
Uczęszczał do różnych paryskich szkół artystycznych. Początkowo pozostawał pod wyraźnym wpływem fowizmu i impresjonizmu. Od 1908 zaangażował się w ruch kubistyczny. W późniejszym okresie twórczości skłaniał się ku realizmowi, ale zachował elementy techniki kubistycznej.
Wspólnie z malarzem i teoretykiem sztuki, Albertem Gleizesem, napisał w 1912 pracę Du Cubisme.

## Znane dzieła
- 1911 Podwieczorek
- 1917 Kobieta, twarz i profil
- 1918 Trykociarka